# Anstelerbeek
De Anstelerbeek, Anstellerbeek, Anselerbeek, Anselderbeek, Ansel of Anstel is een beek in de Nederlandse provincie Limburg. De beek ligt in de gemeente Kerkrade en loopt vanaf de Nederlands-Duitse grens bij de Hamstraat (bij de rotonde met de Voorterstraat) in noordwaartse richting door de Anstelvallei via het stuwmeertje Cranenweyer en daarna buigt het langzaam af naar het oosten om uit te monden in de Worm.
De beek heeft vele namen die allen een oorsprong hebben in de naam Ansel, maar de beek wordt als zodanig pas genoemd als zij de grens met Duitsland gepasseerd is en ontstaat daar vlak voor door de samenvloeiing van de Crombacherbeek, de Bleijerheiderbeek en de Amstelbach.
De beek heeft als zijrivieren de Vloedgraaf ter hoogte van Kaalheide en de Strijthagerbeek in Eygelshoven.
Op de beek stonden de watermolens Hammolen en Brugmolen, ertussen ligt buurtschap Ham. Ten zuiden van Cranenweyer ligt Kasteel Erenstein waar de slotgracht gevoed wordt door de Anstelerbeek.

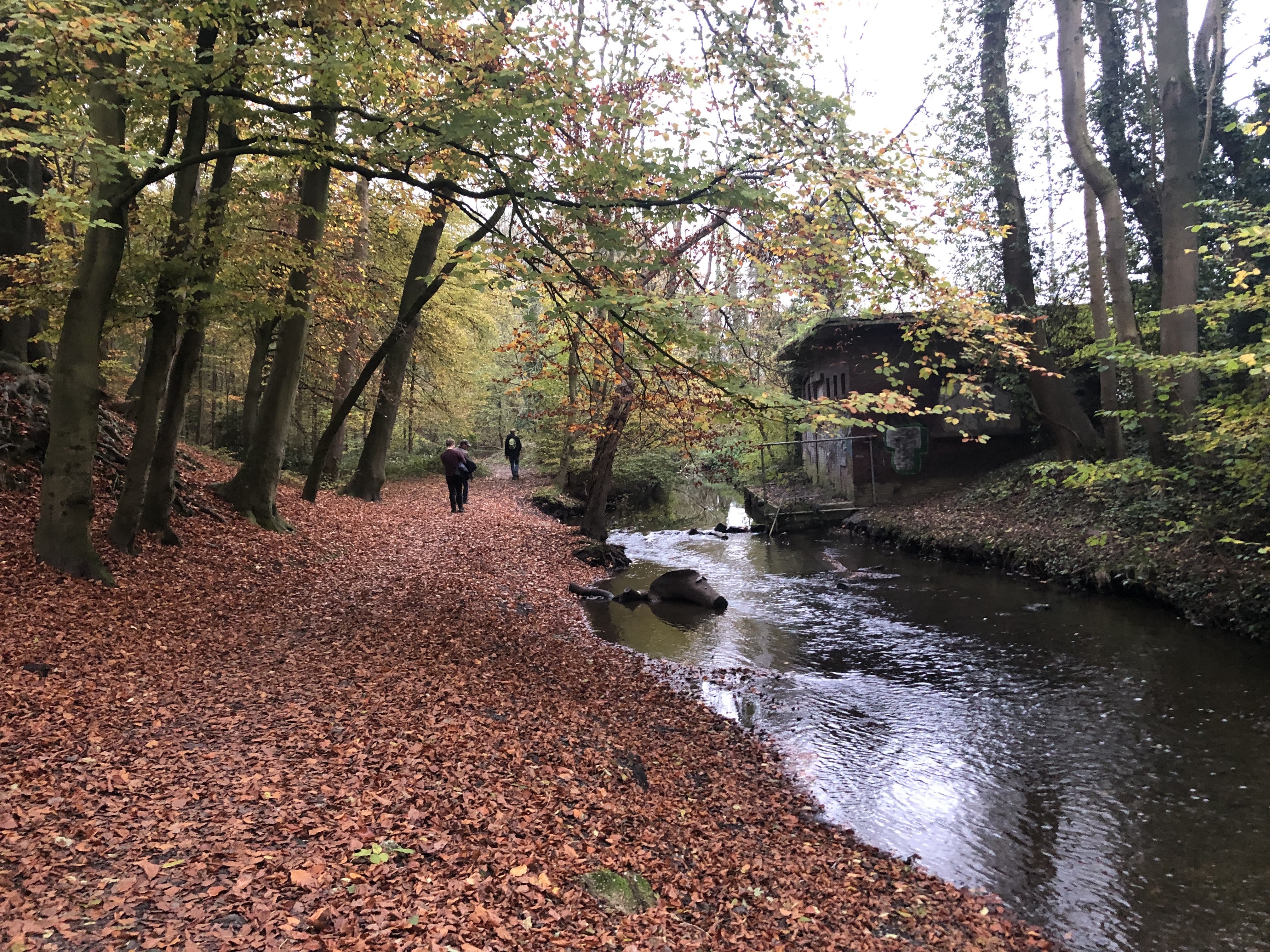
De Anstelerbeek nabij Eygelshoven.

Aan de oostzijde wordt het dal van de Anstelerbeek begrensd door de hellingen van het Plateau van Kerkrade, aan de westzijde door die van het Plateau van Spekholzerheide en aan de noordwestzijde door die van het Plateau van Nieuwenhagen.
In de buurt Kaalheide ligt de Romeinse villa Kaalheide bovenaan een vrije steile helling van het beekdal (Plateau van Spekholzerheide). Ten oosten van de beek lag ten zuidwesten van de stuwmeren van Cranenweyer de Romeinse villa Nieuw Ehrenstein. Zuidelijker van dat terrein ligt GaiaZOO (onderdeel van Park Gravenrode) in de nabijheid van de beek. Verder zuidelijker ligt er in het Hambos op een heuvel de Hamboskapel met een kerkhof.